# Rivadevila
Rivadevila (llamado oficialmente Ribadevila) es un lugar español situado en la parroquia de Feás, del municipio de Aranga, en la provincia de La Coruña, Galicia.

## Demografía
| Gráfica de evolución demográfica de Rivadevila entre 2000 y 2018 |
|                                                                  |
| Datos según el nomenclátor publicado por el INE.                 |